# Metaphycus reductor
Metaphycus reductor är en stekelart som beskrevs av John S. Noyes 1988. Metaphycus reductor ingår i släktet Metaphycus och familjen sköldlussteklar. Inga underarter finns listade i Catalogue of Life.